# Puchar Europy Mistrzyń Krajowych siatkarek (1971/1972)
Puchar Europy Mistrzyń Krajowych 1972 – 12. sezon Pucharu Europy Mistrzyń Krajowych rozgrywanego od 1960 roku, organizowanego przez Europejską Konfederację Piłki Siatkowej (CEV) w ramach europejskich pucharów dla żeńskich klubowych zespołów siatkarskich "starego kontynentu".

## Drużyny uczestniczące
- PTT Montpellier
- Lokomotiw Moskwa
- Bekkerveld Heerlen
- ÖMV Blau Gelb Wiedeń
- Hapoel Hamapil
- VC Hannover
- SC Uni Bazylea
- Crvena zvezda Belgrad
- Tatran Střešovice
- Hermes Oostende
- Lewski-Spartak Sofia
- Panathinaikos Ateny
- Dinamo Moskwa
- Start Łódź
- Penicilina Iași
- CUS Parma
- Kolejliler Ankara

## Rozgrywki

### Runda wstępna
| Data       | Drużyna 1          | Wynik | Drużyna 2        | Sety              |
| ---------- | ------------------ | ----- | ---------------- | ----------------- |
| 04.12.1971 | PTT Montpellier    | 0:3   | Lokomotiw Moskwa | 0:15, 7:15, 8:15  |
| 05.12.1971 | PTT Montpellier    | 0:3   | Lokomotiw Moskwa |                   |
|            |                    |       |                  |                   |
| 06.11.1971 | Bekkerveld Heerlen | 3:0   | Blau Gelb Wiedeń | 15:5, 15:6, 15:4  |
| 13.11.1971 | Bekkerveld Heerlen | 3:0   | Blau Gelb Wiedeń | 15:8, 15:7, 15:12 |
|            |                    |       |                  |                   |
| 19.11.1971 | Hapoel Hamapil     | 0:3   | VC Hannover      |                   |
| 21.11.1971 | Hapoel Hamapil     | 0:3   | VC Hannover      | 5:15, 9:15, 13:15 |

### Runda 1/8
| Data       | Drużyna 1             | Wynik | Drużyna 2           | Sety                           |
| ---------- | --------------------- | ----- | ------------------- | ------------------------------ |
| 14.12.1971 | Uni Bazylea           | 0:3   | Lokomotiw Moskwa    | 1:15, 2:15, 8:15               |
| 16.12.1971 | Uni Bazylea           | 0:3   | Lokomotiw Moskwa    | 1:15, 6:15, 6:15               |
|            |                       |       |                     |                                |
|            | Crvena Zvezda Belgrad | :     | Tatran Střešovice   |                                |
|            | Crvena Zvezda Belgrad | 0:3   | Tatran Střešovice   | 3:15, 6:15, 12:15              |
|            |                       |       |                     |                                |
| 28.11.1971 | Bekkerveld Heerlen    | 3:1   | Hermes Oostende     | 15:8, 15:10, 10:15, 15:6       |
| 18.12.1971 | Bekkerveld Heerlen    | 2:3   | Hermes Oostende     | 7:15, 15:12, 10:15, 15:4, 5:15 |
|            |                       |       |                     |                                |
|            | Lewski-Spartak Sofia  | 3:0   | Panathinaikos Ateny | 15:1, 15:2, 15:0               |
|            | Lewski-Spartak Sofia  | 3:0   | Panathinaikos Ateny | 15:1, 15:1, 15:7               |
|            |                       |       |                     |                                |
|            | Dinamo Moskwa         |       | ?                   |                                |
|            |                       |       |                     |                                |
|            | Start Łódź            | :     | VC Hannover         |                                |
|            | Start Łódź            | :     | VC Hannover         |                                |
|            |                       |       |                     |                                |
|            | Penicilina Iași       |       | ?                   |                                |
|            |                       |       |                     |                                |
| 06.12.1971 | CUS Parma             | 3:0   | Kolejliler Ankara   | 15:10, 15:4, 15:9              |
|            | CUS Parma             | :     | Kolejliler Ankara   |                                |

### Faza grupowa

#### Grupa A
Heerlen
Tabela
| Lp. | Drużyna              | Pkt | Mecze | Mecze | Mecze | Sety | Sety | Sety  |
| Lp. | Drużyna              | Pkt | M     | W     | P     | wyg. | prz. | ratio |
| --- | -------------------- | --- | ----- | ----- | ----- | ---- | ---- | ----- |
| 1   | Lokomotiw Moskwa     | 6   | 3     | 3     | 0     | 9    | 4    | 2.250 |
| 2   | Tatran Střešovice    | 5   | 3     | 2     | 1     | 8    | 3    | 2.667 |
| 3   | Bekkerveld Heerlen   | 4   | 3     | 1     | 2     | 3    | 7    | 0.429 |
| 4   | Lewski-Spartak Sofia | 3   | 3     | 0     | 3     | 3    | 9    | 0.333 |

Wyniki
| Data       | Drużyna 1          | Wynik | Drużyna 2            | Sety                            |
| ---------- | ------------------ | ----- | -------------------- | ------------------------------- |
| 07.01.1972 | Bekkerveld Heerlen | 3:1   | Lewski-Spartak Sofia | 15:12, 2:15, 15:10, 15:8        |
| 07.01.1972 | Lokomotiw Moskwa   | 3:2   | Tatran Střešovice    | 11:15, 15:8, 15:4, 5:15, 15:13  |
|            |                    |       |                      |                                 |
| 08.01.1972 | Lokomotiw Moskwa   | 3:2   | Lewski-Spartak Sofia | 15:11, 15:13, 12:15, 6:15, 15:3 |
| 08.01.1972 | Tatran Střešovice  | 3:0   | Bekkerveld Heerlen   | 15:13, 15:7, 15:4               |
|            |                    |       |                      |                                 |
| 09.01.1972 | Tatran Střešovice  | 3:0   | Lewski-Spartak Sofia | 15:11, 15:5, 15:5               |
| 09.01.1972 | Lokomotiw Moskwa   | 3:0   | Bekkerveld Heerlen   | 15:11, 15:3, 15:9               |

#### Grupa B
Łódź
Tabela
| Lp. | Drużyna         | Pkt | Mecze | Mecze | Mecze | Sety | Sety | Sety  |
| Lp. | Drużyna         | Pkt | M     | W     | P     | wyg. | prz. | ratio |
| --- | --------------- | --- | ----- | ----- | ----- | ---- | ---- | ----- |
| 1   | Dinamo Moskwa   | 6   | 3     | 3     | 0     | 9    | 0    | MAX   |
| 2   | Start Łódź      | 5   | 3     | 2     | 1     | 6    | 4    | 1.500 |
| 3   | Penicilina Iași | 2   | 2     | 0     | 2     | 1    | 9    | 0.111 |
| 4   | CUS Parma       | 2   | 2     | 0     | 2     | 0    | 9    | 0.000 |

Wyniki
| Data       | Drużyna 1       | Wynik | Drużyna 2       | Sety               |
| ---------- | --------------- | ----- | --------------- | ------------------ |
| 07.01.1972 | Dinamo Moskwa   | 3:0   | Penicilina Iași | 15:1, 15:7, 15:4   |
| 07.01.1972 | Start Łódź      | 3:0   | CUS Parma       | 15:4, 15:5, 15:0   |
|            |                 |       |                 |                    |
| 08.01.1972 | Dinamo Moskwa   | 3:0   | CUS Parma       |                    |
| 08.01.1972 | Start Łódź      | 3:1   | Penicilina Iași |                    |
|            |                 |       |                 |                    |
| 09.01.1972 | Penicilina Iași | :     | CUS Parma       |                    |
| 09.01.1972 | Dinamo Moskwa   | 3:0   | Start Łódź      | 15:13, 15:11, 15:6 |

### Turniej finałowy
La Louvière
Tabela
| Lp. | Drużyna           | Pkt | Mecze | Mecze | Mecze | Sety | Sety | Sety  |
| Lp. | Drużyna           | Pkt | M     | W     | P     | wyg. | prz. | ratio |
| --- | ----------------- | --- | ----- | ----- | ----- | ---- | ---- | ----- |
| 1   | Dinamo Moskwa     | 5   | 3     | 2     | 1     | 8    | 3    | 2.667 |
| 2   | Tatran Střešovice | 5   | 3     | 2     | 1     | 6    | 5    | 1.200 |
| 3   | Lokomotiw Moskwa  | 5   | 3     | 2     | 1     | 8    | 7    | 1.143 |
| 4   | Start Łódź        | 3   | 3     | 0     | 3     | 2    | 9    | 0.222 |

Wyniki
| Data       | Drużyna 1         | Wynik | Drużyna 2         | Sety                            |
| ---------- | ----------------- | ----- | ----------------- | ------------------------------- |
| 10.03.1972 | Tatran Střešovice | 3:0   | Start Łódź        |                                 |
| 10.03.1972 | Lokomotiw Moskwa  | 3:2   | Dinamo Moskwa     |                                 |
|            |                   |       |                   |                                 |
| 11.03.1972 | Dinamo Moskwa     | 3:0   | Start Łódź        | 15:9, 15:3, 15:0                |
| 11.03.1972 | Tatran Střešovice | 3:2   | Lokomotiw Moskwa  | 11:15, 15:5, 15:9, 12:15, 15:13 |
|            |                   |       |                   |                                 |
| 12.03.1972 | Lokomotiw Moskwa  | 3:2   | Start Łódź        | 15:13, 7:15, 16:14, 7:15, 15:9  |
| 12.03.1972 | Dinamo Moskwa     | 3:0   | Tatran Střešovice | 15:8, 15:12, 15:10              |

## Klasyfikacja końcowa
| Miejsce | Drużyna           |
| ------- | ----------------- |
| złoto   | Dinamo Moskwa     |
| srebro  | Tatran Střešovice |
| 3.      | Lokomotiw Moskwa  |
| 4.      | Start Łódź        |